# Hilara brevipila
Hilara brevipila är en tvåvingeart som beskrevs av Friedrich Hermann Loew 1862. Hilara brevipila ingår i släktet Hilara och familjen dansflugor.
Artens utbredningsområde är District of Columbia. Inga underarter finns listade i Catalogue of Life.